# Peniophora monticola
Peniophora monticola är en svampart som beskrevs av Boidin, Lanq. & Gilles 1991. Peniophora monticola ingår i släktet Peniophora och familjen Peniophoraceae.   Inga underarter finns listade i Catalogue of Life.